# Моник Швитер
Моник Швитер (на немски: Monique Schwitter) е швейцарска писателка и актриса, автор на романи, разкази и пиеси.

## Биография
Моник Швитер е родена през 1974 г. в Цюрих. От 1993 до 1997 г. следва режисура и актьорско майсторство в университета „Моцартеум“ в Залцбург. Впоследствие работи като актриса към различни театри в Цюрих, Франкфурт на Майн, а от 2000 до 2004 г. – в Грац. От 2005 до 2010 г. се числи към трупата на театъра в Хамбург.
През този период се изявяваи като рецитатор и режисьор, особено на литературни програми, напр. за Петер Хандке, Ернст Яндл, Реймон Кьоно и Сара Кейн.

## Литературно творчество
От 2002 г. Моник Швитер публикува свои текстове – прозаични творби и разкази, отначало в различни литературни списания, предимно в „Манускрипте“, след като издателят му Алфред Колерич я забелязва. През 2005 г. излиза първият ѝ сборник с разкази под заглавие „Когато при крокодила вали сняг“ („Wenn’s schneit beim Krokodil“), за който през 2006 г. получава литературната награда „Роберт Валзер“ и наградата на „Швейцарска Фондация „Шилер““
През 2008 г. излиза първият ѝ роман „Ушите нямат клепачи“ („Ohren haben keine Lider“), който през 2010 г. е преведен на китайски и е представен на изложението в Шанхай.
През 2010 г. Моник Швитер решава да приключи с артистичната си кариера и да стане писателка на свободна практика.
Творчеството ѝ е многократно отличавано. Носителка е на престижната „Швейцарска литературна награда“ за 2016 г. и на „Швейцарската награда за най-добра книга“ през 2015 г. за романа „Едно в друго“ („Eins im Andern“).
Нейни произведения са преведени на много езика, включително френски, датски, италиански, нидерландски, китайски, руски, полски и английски.
Моник Швитер живее със съпруга си и двама синове в Хамбург.

## Награди и отличия
- 2001: Nestroy-Nominierung als Bester Nachwuchs, für Mariedl in Die Präsidentinnen von Werner Schwab
- 2003: Nestroy-Nominierung als Beste Schauspielerin, für ihre Darstellung der Janis Joplin und der Marie in Woyzeck von Georg Büchner
- 2004: Hermann-Lenz-Stipendium
- 2005: Preis der Marianne und Curt Dienemann-Stiftung
- 2006: Robert-Walser-Preis
- 2006: „Награда на Швейцарска Фондация „Шилер““ за цялостно творчество
- 2011: Rotahorn Literaturpreis
- 2012: Aufenthalts-Stipendium der Sparte Literatur im Künstlerhaus Lauenburg
- 2013: „Награда Манускрипте“ на провинция Щирия
- 2015: „Швейцарска награда за книга“, für Eins im Andern
- 2016: Stipendium des Heinrich-Heine-Hauses der Stadt Lüneburg
- 2016: „Швейцарска литературна награда“